# Шамкенд
Шамкенд (азерб. Şamkənd) — село у Лачинському районі Азербайджану. Село розташоване за 65 км на північний захід від районного центру, міста Лачина.